# اشکبوس دانه‌کار
اشکبوس دانه‌کار (زاده  ۱  فرودین ۱۳۲۵ – درگذشته ۳  اسفند ۱۳۷۸) از فرماندهان عملیات نیروی دریایی ایران در جنگ ایران و عراق و  یکی از طراحان اصلی نبرد دریایی ایران در خلیج فارس در زمان جنگ بود. وی  مدرک کارشناسی خود را در علوم دریایی و مطالعات عملیاتی از کالج سلطنتی نیروی دریایی بریتانیا دارتموث در سال ۱۳۴۸ و مدرک کارشناسی ارشد خود را در مطالعات دفاعی و استراتژیک از کالج ستاد خدمات دفاعی ولینگتون دانشگاه مدرس هند در سال ۱۳۶۳ دریافت کرد. وی  ناخدا نیروی دریایی ارتش شاهنشاهی ایران  در  عملیات نظامی ارتش شاهنشاهی ایران در ظفار در سال ۱۳۵۳ و سپس  ناخدا و دریادار نیروی دریایی ارتش جمهوری اسلامی ایران و معاون عملیات آن نیرو در زمان جنگ ایران و عراق تا سال ۱۳۶۷ و  معاون هماهنگ کننده آن نیرو تا ۱۳۷۷ بود. وی یکی از  مدرسین استراتژی نظامی و جنگ روانی  در دانشگاه نیروی دریایی نوشهر و  دکترین نظامی و مطالعات راهبردی در دانشکده روابط بین‌الملل وزارت امور خارجه ایران  بود. از وی تألیفات متعددی در زمینه‌های علوم دریایی و دکترین جدید نیروی دریایی منتشر شده است.

## زندگی‌نامه
اشکبوس دانه کار در ۱ فرودین ۱۳۲۵ در محله‌ جوادیه شهر تهران به دنیا آمد. پدرش «اسدالله» متولد سال ۱۲۷۵ روستا اسماعیل‌آباد در حاشیه جنوب غربی تهران بود. مادرش «پری» متولد سال ۱۲۹۵ از خانوادهٔ آذری زنجان بود. پدرش که پیشتر در روستا اسماعیل‌آباد تهران به کشاورزی مشغول بود، در اوایل دهه ۱۳۲۰ به شهر تهران مهاجرت کرد و به عنوان کارمند اداری در اداره راه آهن ایران مشغول به کار شد. اشکبوس در منازل سازمانی کارکنان راه‌آهن در خیابان شوش در محله‌ خانی‌آباد تهران بزرگ شد و دوره ابتدایی و متوسطه به اتمام رساند. در سال ۱۳۴۳ پس از اخذ مدرک دیپلم ریاضی متوسطه، در دانشکده افسری پذیرفته شد و  در سال ۱۳۴۴ با بورسیه نیروی دریایی شاهنشاهی ایران  برای آموزش نظامی به آکادمی نظامی سلطنتی سندهرست انگلستان اعزام شد. وی مدرک کارشناسی خود را در علوم دریایی و مطالعات عملیاتی از کالج سلطنتی نیروی دریایی بریتانیا دارتموث در سال ۱۳۴۸ دریافت کرد. پس از بازگشت از انگلستان، از سال ۱۳۴۸ تا ۱۳۷۷ در نیروی دریایی ایران و در  سال ۱۳۷۸ در وزارت دفاع ایران مشغول به کار بود. او از سال ۱۹۷۳ تا ۱۹۷۴ به عنوان یک حافظ صلح ایرانی برای عملیات حفظ صلح سازمان ملل متحد در سایگون، ویتنام، خدمت کرد. در سال ۱۹۷۵، به عنوان افسر نیروی دریایی در عملیات نظامی ارتش شاهنشاهی ایران در ظفار، عمان شرکت کرد. وی در سال ۱۳۶۲ در کالج ستاد خدمات دفاعی ولینگتون در  تامیل نادو هند تحصیل کرد و مدرک کارشناسی ارشد خود را در مطالعات دفاعی و استراتژیک از دانشگاه مدرس هند در سال ۱۳۶۳ اخذ کرد و به ایران بازگشت.

### جنگ ایران و عراق
در زمان جنگ ایران و عراق تا سال ۱۳۶۷ به عنوان معاون عملیات نیروی دریایی ارتش ایران خدمت کرد و یکی از طراحان  عملیات نیروی دریایی ارتش ایران در جنگ ایران و عراق بود. وی یکی از طراحان عملیات مروارید در سال ۱۳۵۹ بود. او در عملیات‌های نظامی شکست حصر آبادان (عملیات ثامن‌الائمه) و  آزادسازی خرمشهر (عملیات بیت‌المقدس) در سال ۱۳۶۱ شرکت کرد. در شهریور ۱۳۶۱ ناخدای ناوچه سام (الوند) برای  اسکورت کاروان نفتکش های ایرانی و بعداً کاپیتان ناوچه زال (البرز) بود  که  درگیری هایی با ناوچه های عراقی در خور موسی از جمله شلیک هشت فروند موشک ضد کشتی توسط ناوچه های عراقی صورت گرفت. دو موشک ضد کشتی که توسط هلیکوپترهای سوپر فرلون عراقی و چهار موشک کرم ابریشم توسط عراقی ها از سواحل به سمت ناوچه های ایرانی شلیک شد. این عملیات را تام کوپر مورخ اتریشی نیز در کتاب «جنگ ایران و عراق در هوا ۱۹۸۰–۱۹۸۸» به تفصیل شرح داده است. در سال ۱۳۶۴ یکی از فرماندهان عملیات والفجر ۸  بود که منجر به تصرف شبه‌جزیره فاو عراق و قطع دسترسی عراق به دریا شد.

### پس از جنگ
وی پس از جنگ از سال ۱۳۶۸ تا ۱۳۷۷ به عنوان معاون هماهنگ کننده نیروی دریایی ارتش و سپس در  سال ۱۳۷۸ به عنوان مشاور عالی وزیر دفاع مشغول به کار شد. او  به تدریس استراتژی نظامی و جنگ روانی  در دانشگاه نیروی دریایی نوشهر و  دکترین نظامی و مطالعات راهبردی در دانشکده روابط بین‌الملل وزارت امور خارجه  مشغول بود. در تهیه پیش نویس طرح دریایی مدرن تا ۱۳۷۸ شرکت داشت که در آن نیروی دریایی ایران  تاکتیک ها و دکترین خود بازنگری کرد. وی  از نظر برخی از محققان معمار دکترین دریایی ایران  در دهه ۱۹۹۰ بود. او نقش اساسی در تعیین مرز دریایی ایران و پاکستان در دهه ۱۹۹۰ داشت. وی همچنین در تیم جستجو و نجات زمین‌لرزه ۱۳۶۹ رودبار و منجیل حضور داشت. به گفته مورخ ایرانی خسرو معتضد، دریادار  دانه کار در سال ۱۳۶۹ طرحی جامع برای زلزله های آینده ارائه کرد که در ماهنامه ای منتشر شد، بسیار مورد توجه قرار گرفت و قرار بود اجرا شود، اما نشد. وی همچنین به عنوان معاون هماهنگ کننده قرارگاه دریایی تاکتیکی خاتم‌الانبیا و سخنگوی فرمانده عملیاتی در برخی رزمایش های نیروی دریایی ارتش از جمله مانور دریایی پیروزی ۷ در سال ۱۳۷۵ و پیروزی ۸ در سال ۱۳۷۶ فعالیت کرد.
او در ۳ اسفند ۱۳۷۸ در سن ۵۳ سالگی درگذشت. در اولین همایش ملی اقیانوس شناسی ایران در خرداد ۱۳۹۱ که توسط مرکز ملی اقیانوس شناسی ایران برگزار شد،  از دریادار  اشکبوس دانه‌کار به همراه دکتر عباس اسماعیلی ساری و دکتر قاسم حیدری  به عنوان سه پیشکسوت در حوزه اقیانوس شناسی در ایران تقدير شد.

## تألیفات
دریادار دانه کار مؤلف  مقالاتی متعددی در زمینه‌های علوم دریایی، اقیانوس شناسی، دکترین جدید نیروی دریایی و جنگهای مدرن در مجلات و ماهنامه های ایران بوده‌است. از وی کتابچه هایی توسط انتشارات  نیروی دریایی ارتش  ایران منتشر شده است. از آن جمله می‌توان به «عملیات و تاکتیک دریایی» و  «جنگ روانی»  انتشارات  دانشگاه نیروی دریایی نوشهر اشاره کرد.